# Jabloko

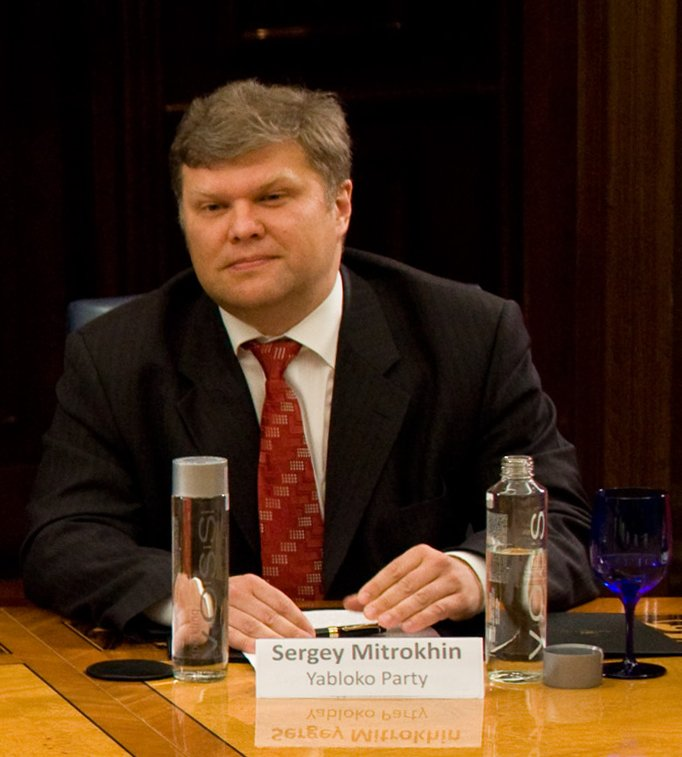
Partijleider Sergej Mitrochin

Jabloko (officiële naam: Russische Verenigde Democratische Partij Jabloko (Appel), in het Russisch: Российская Объединённая Демократическая Партия <<Яблоко>>, Rossijskaja Objedinjonnaja Demokratitsjeskaja Partija "Jabloko") is een Russische sociaal-liberale partij. Jabloko werd in 1993 opgericht door de econoom Grigori Javlinski, staatsinspecteur Joeri Boldyrev en de oud-ambassadeur voor Rusland in de Verenigde Staten Vladimir Loekin. Het aan elkaar plakken van de eerste letters van deze drie achternamen leidde tot het ontstaan van de naam van de partij. Daarnaast is jabloko ook het Russische woord voor appel. Een geabstraheerde appel, vormde dan ook het logo van de partij. Jabloko werd tot juni 2008 geleid door Grigori Javlinski. Vanaf het vijftiende partijcongres van 21 en 22 juni 2008 is het partijleiderschap echter overgegaan op Sergej Mitrochin. De partij ijvert voor liberale vrijheden zoals persvrijheid en mensenrechten. Jabloko is Westers georiënteerd en streeft naar een Russisch lidmaatschap van de Europese Unie. De partij was een tegenstander van de oorlog in Tsjetsjenië en is ook, als enige politieke entiteit, tegen de oorlog in Oekraïne. Jabloko is lid van de Liberale Internationale sinds 2002.

## Geschiedenis
Toen in december 1993 de eerste Russische Doemaverkiezingen werden gehouden, werd door Javlinski het Blok Javlinski-Boldyrev-Loekin opgericht. Die naam zou al snel veranderen in Jabloko. Het blok bestond uit politici van EPITsentr, waaronder Javlinski zelf en de voormalige hoofdinspecteur van de staat Joeri Boldyrev. De laatste was als hoofdinspecteur ontslagen nadat hij had meegedeeld dat hij ook de vrienden van de president zou onderzoeken op corruptie. Verder bestond het blok uit politici van enkele andere instituten zoals de voormalige dissident Vjatsjeslav Igroenov van het Instituut voor Humanitair en Politiek Onderzoek (IGPI); een andere groep politici kwam van de Regionale Partij van het Centrum uit Sint-Petersburg. Verder behoorde ook een groep van politici rondom Ivan Gratsjov uit Tartarstan tot de eerste lichtingen van de partij. Tot slot sloten zich nog enkele individuen bij het blok aan, waaronder de voormalige ambassadeur in de Verenigde Staten, Vladimir Loekin. Ook sloten zich twee partijen aan bij het blok: de Sociaal Democratische Partij van Rusland (SDPR) en de Republikeinse Partij van Rusland (RPR). De RPR was een democratisch liberale partij die aanvankelijk de economische hervormingen van Gajdar steunde. De SDPR was gevormd naar het voorbeeld van de Westerse sociaaldemocratie. Deze partijen zouden zeer waardevol blijken als netwerk bij het verzamelen van handtekeningen. Tegelijkertijd echter zorgde het haastig aaneensmeden van diverse groeperingen voor incoherente ideologische opvattingen.
Javlinski’s ideeën leken in 1993 veelbelovend voor de kiezer: terwijl Jeltsin politieke en economische hervormingen schoksgewijs doorvoerde, verkondigde Javlinski dat hervormingen ook op een minder pijnlijke, eerlijker, effectiever en democratischer manier konden worden doorgevoerd. Dit zorgde ervoor dat hij vooral veel te winnen had onder kiezers die weliswaar achter de markthervormingen stonden en geen terugkeer wensten naar communistische tijden, maar wel leden onder de val van de economie. Ook zijn onafhankelijkheid ten opzichte van het conflict tussen president en parlement in 1993 versterkte zijn reputatie aanzienlijk.
In 1993 ontving Jabloko 7,86 procent van de stemmen in het evenredige vertegenwoordigingsdeel van de verkiezingen wat zich liet vertalen in twintig Doemazetels. Daarnaast werden door de partij nog zeven zetels in de kiesdistricten behaald. In 2000 sloot Aleksej Navalny zich aan bij Jabloko. 

## Beleid
Jabloko beschouwde zichzelf als een democratische partij die grotendeels achter de politieke en economische hervormingen van begin jaren negentig stond, maar kritiek had op de corrupte oligarchie die zich rondom de president verzamelde. Verder meende de partij dat degenen die voor hun werk of sociale voorzieningen van de staat afhankelijk waren, beschermd dienden te worden. In het tumult van de jaren negentig waarin vele partijen binnen korte tijd ontstonden om vervolgens snel weer te verdwijnen was Jabloko als een van de weinige Russische partijen in staat om in elke Doema tot 2003 vertegenwoordigd te zijn. Ook had de partij een relatief stabiel electoraat. De enige andere partijen die zich net als Jabloko gedurende de jaren negentig wisten te handhaven waren de Communistische Partij van de Russische Federatie (KPRF) en de nationalistische Liberaal Democratische Partij van Rusland (LDPR). Deze laatste twee partijen zijn de enigen die erin geslaagd zijn om vanaf 1993 na alle Doemaverkiezingen vertegenwoordigd te zijn in het Russische lagerhuis, de Staatsdoema. Tot 2007 gold dit ook voor Jabloko. Sinds Poetins aantreden slaagde de partij er echter steeds minder goed in kiezers aan zich te binden en wist de partij in de parlementsverkiezingen van 2003 niet over de kiesdrempel van vijf procent heen te komen.
Jabloko bekritiseert het autoritaire beleid van president Vladimir Poetin.

## Verkiezingsuitslagen
| Jaar | Stempercentage | Zetels |
| ---- | -------------- | ------ |
| 1993 | 7,86%          | 27     |
| 1995 | 6,89%          | 45     |
| 1999 | 5,93%          | 21     |
| 2003 | 4,3%           | 4      |
| 2007 | 1,6%           | 0      |
| 2011 | 3,43%          | 0      |

In de gemeenteraadsverkiezingen van Moskou van 4 december 2005 behaalde de coalitie Jabloko-Verenigde Democraten van Jabloko en de Unie van Rechtse Krachten elf procent van de stemmen. De partij zat daarna samen met de conservatief-nationalisten en de communisten in de gemeenteraad van Moskou. Dit succes werd destijds gezien als een hoopgevend teken voor de Doemaverkiezingen van 2007. De partij daalde juist in populariteit en kreeg nog geen twee procent van de stemmen.